# 지방도 제444호선
지방도 제444호선은 강원특별자치도 홍천군 홍천읍 갈마곡리 갈마곡 교차로와 인제군 상남면 미다리를 잇는 강원특별자치도의 지방도이다.

## 역사
- 2000년 12월 16일 : 오룡터널 및 홍천 ~ 상남간 도로 확포장공사로 인해 홍천군 홍천읍 검율리 ~ 동면 성수리 2.517km 구간 도로구역 변경[1]
- 2003년 2월 15일 : 노선 폐지 및 재지정[2]
- 2004년 11월 9일 : 홍천군 홍천읍 진리 ~ 갈마곡리 570m 구간 개통[3]

## 주요 경유지
- 홍천군
  - 홍천읍 진리 - 화양교 - 갈마곡리 - 갈마곡 교차로 - 홍천소방서 - 검율리 - 오룡터널(420m)
  - 동면 오룡터널(420m) - 성수리 - 동면대교 - 홍천군 동면사무소 - 속초리 - 속초교 - 속초저수지 - 소니고개 - 노천교 - 속초초등학교 노천분교 - 노천삼거리 - 정간교 - 공작교 남단 - 효죽2교 - 노천리
  - 서석면 어론리 - 어론삼거리 - 어론교 - 용두안 - 용수교 - 수하리 - 작은구둔치 - 작은둔치 - 수하교 - 서석초등학교 항곡분교 - 외사교 - 내사교 - 행치5교 - 행치4교 - 행치3교 - 행치령

- 인제군
  - 상남면 행치령 - 미다리

## 중복 구간
- 홍천군 영귀미면 노천삼거리 ~ 공작교 : 지방도 제406호선과 중복
- 홍천군 서석면 어론삼거리 ~ 용두안 : 국도 제56호선, 국가지원지방도 제56호선과 중복

## 도로명
- 홍천군 홍천읍 진리 ~ 서석면 어론삼거리 : 공작산로
- 홍천군 서석면 어론삼거리 ~ 용두안 : 구룡령로
- 홍천군 서석면 용두안 ~ 인제군 상남면 미다리 : 행치령로